# Parlamentswahl in Estland 2015
- SDE: 15
- K: 27
- RE: 30
- EVA: 8
- IRL: 14
- EKRE: 7

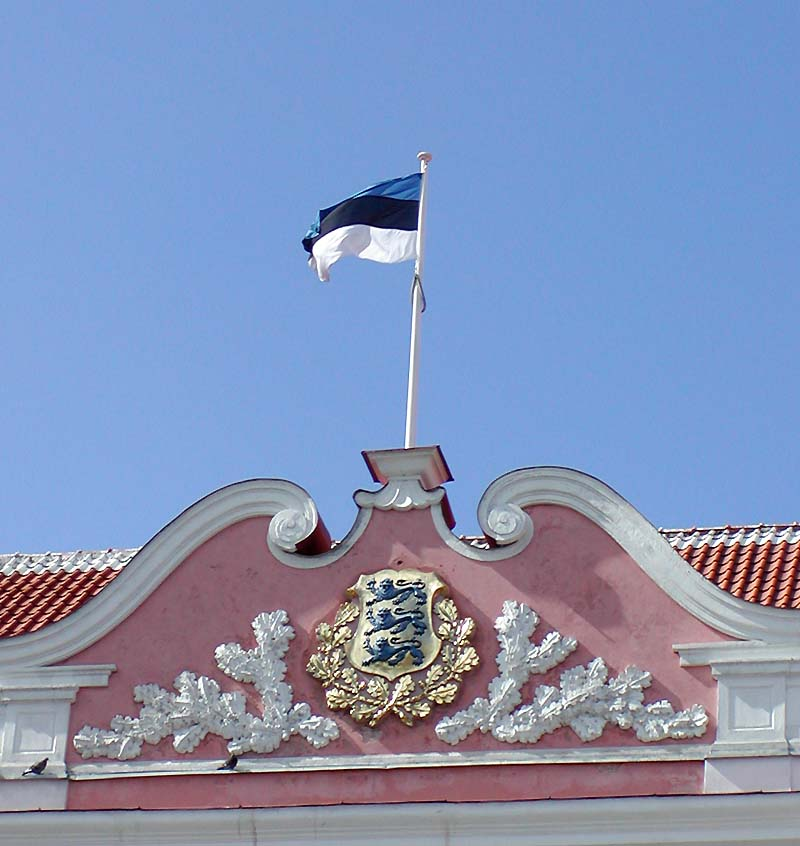
Flagge und Staatswappen über dem Eingangsportal des estnischen Parlaments

Die Parlamentswahl in Estland 2015 fand am 1. März 2015 statt. Es war die Wahl zum 13. Riigikogu der Republik Estland nach Ausrufung der staatlichen Unabhängigkeit 1918.

## Ausgangslage
Die letzte Parlamentswahl fand am 6. März 2011 statt. Damals schafften vier Parteien den Einzug ins Parlament:
| Partei | Partei                            | Kürzel | Ergebnis | Ergebnis | Ergebnis |
| Partei | Partei                            | Kürzel | Stimmen  | %        | Mandate  |
| ------ | --------------------------------- | ------ | -------- | -------- | -------- |
|        | Estnische Reformpartei            | RE     | 164.255  | 28,6     | 33       |
|        | Estnische Zentrumspartei          | K      | 134.124  | 23,3     | 26       |
|        | Pro-Patria- und Res-Publica-Union | IRL    | 118.023  | 20,5     | 23       |
|        | Sozialdemokratische Partei        | SDE    | 98.307   | 17,1     | 19       |

Der seit 2005 amtierende Ministerpräsident und Vorsitzende der Reformpartei Andrus Ansip bildete nach den Wahlen eine Koalitionsregierung aus der liberalen Reformpartei (RE) und der konservativen Pro-Patria- und Res-Publica-Union (IRL). Die Regierung verfügte über eine stabile absolute Mehrheit von 56 der 101 Parlamentssitze. In die Opposition gingen 2011 die Mitte-links gerichtete, populistische Zentrumspartei (K) unter ihrem Vorsitzenden, dem Tallinner Oberbürgermeister Edgar Savisaar, und die Sozialdemokraten (SDE).
Im März 2014 brach die Regierungskoalition auseinander. Der neue Ministerpräsident Taavi Rõivas (RE) bildete daraufhin eine sozialliberale Koalitionsregierung. Diese, seit dem 26. März 2014 amtierende, Regierung hatte im Parlament eine knappe Mehrheit von 52 Sitzen.

## Wahlsystem
Das Ein-Kammer-Parlament (estnisch Riigikogu; wörtlich: „Staatsversammlung“) wird für die Dauer von vier Jahren gewählt. Das Parlament hat nach der estnischen Verfassung 101 Abgeordnete.
Wahlberechtigt sind alle estnischen Staatsangehörigen, die am Wahltag mindestens 18 Jahre alt sind. Gewählt werden kann jeder estnische Staatsangehörige, der am letzten Tag der Meldefrist für Kandidaten mindestens 21 Jahre alt ist.
Die Wahl findet nach dem Verhältniswahlrecht statt. Es gilt die Fünf-Prozent-Hürde.

## Teilnehmende Parteien
Zur Parlamentswahl waren zehn Parteien und 13 Einzelkandidaten zugelassen.
| Partei | Partei                             | Kürzel | Estnischer Name                   | Ausrichtung                       | Spitzenkandidat   |
| ------ | ---------------------------------- | ------ | --------------------------------- | --------------------------------- | ----------------- |
|        | Estnische Reformpartei             | RE     | Eesti Reformierakond              | liberal                           | Taavi Rõivas      |
|        | Estnische Zentrumspartei           | K      | Eesti Keskerakond                 | Mitte-links; populistisch         | Edgar Savisaar    |
|        | Pro-Patria- und Res-Publica-Union  | IRL    | Isamaa ja Res Publica Liit        | Mitte-rechts                      | Juhan Parts       |
|        | Sozialdemokratische Partei         | SDE    | Sotsiaaldemokraatlik Erakond      | sozialdemokratisch                | Sven Mikser       |
|        | Grüne Estlands                     | EER    | Erakond Eestimaa Rohelised        | grün                              | Aleksander Laane  |
|        | Estnische Konservative Volkspartei | EKRE   | Eesti Konservatiivne Rahvaerakond | nationalkonservativ; populistisch | Mart Helme        |
|        | Partei der Einheit des Volkes      | RÜE    | Rahva Ühtsuse Erakond             | konservativ-liberal               | Kristiina Ojuland |
|        | Estnische Freie Partei             | EVA    | Eesti Vabaerakond                 | konservativ                       | Artur Talvik      |
|        | Estnische Unabhängigkeitspartei    | EIP    | Eesti Iseseisvuspartei            | rechtsextrem                      | Vello Leito       |
|        | Vereinigte Linkspartei Estlands    | EÜVP   | Eestimaa Ühendatud Vasakpartei    | links                             | Valev Kald        |

### Wahlkreise
Um eine regionale Streuung der Abgeordneten zu gewährleisten, ist das Land in zwölf Mehrpersonen-Wahlkreise (valimisringkonnad) eingeteilt, in denen zwischen 5 und 14 Abgeordnete gewählt werden:
| #  | Wahlkreis                                         | Sitze | Karte |
| -- | ------------------------------------------------- | ----- | ----- |
| 1  | Haabersti, Põhja-Tallinn und Kristiine in Tallinn | 9     |       |
| 2  | Kesklinn, Lasnamäe und Pirita in Tallinn          | 12    |       |
| 3  | Mustamäe und Nõmme in Tallinn                     | 8     |       |
| 4  | Kreis Harju (ohne Tallinn) und Kreis Rapla        | 14    |       |
| 5  | Hiiumaa, Kreis Lääne und Saaremaa                 | 6     |       |
| 6  | Kreis Lääne-Viru                                  | 5     |       |
| 7  | Kreis Ida-Viru                                    | 7     |       |
| 8  | Kreis Järva und Kreis Viljandi                    | 7     |       |
| 9  | Kreis Jõgeva and Kreis Tartu (ohne Stadt Tartu)   | 8     |       |
| 10 | Stadt Tartu                                       | 8     |       |
| 11 | Kreis Võru, Kreis Valga and Kreis Põlva           | 9     |       |
| 12 | Kreis Pärnu                                       | 8     |       |

## Wahlkampf
Der Wahlkampf wurde hauptsächlich von zwei Themen dominiert.
Das eine Thema war die aktuelle Sicherheitslage aufgrund der anhaltenden Ukraine-Krise. Politiker über alle Parteigrenzen hinweg waren sich darüber einig, dass die Sicherheit des baltischen Staates verstärkt werden müsse. Sämtliche Parteien übten Kritik an der aktuellen Russland-Politik gegenüber der Ukraine. Dies galt auch für die Zentrumspartei, welche als eher russlandfreundlich gilt und sich noch anfangs mit Kritik gegenüber Russland zurückhielt. Keine Partei stellte die NATO-Mitgliedschaft oder die Westorientierung des Landes infrage.
Bei dem anderen Thema ging es um die soziale und wirtschaftliche Lage im Land, welche durch eine hohe Arbeitslosigkeit und niedrige Löhne geprägt ist. Nahezu alle Parteien versprachen ähnliche Lösungen: Geringverdiener sollen durch einen höheren Mindestlohn oder Steuerfreibetrag bessergestellt werden, Familien mit Kindern mehr Unterstützung erhalten. Der amtierende Premierminister und Spitzenkandidat der regierenden Reformpartei Taavi Rõivas wollte aus Estland ein „neues nordisches Land“ machen und eine „wohlhabende und wachsende Nation“.

## Umfragen
| Umfrageperiode | RE   | K    | IRL  | SDE  | EER | EVA | EKRE |
| -------------- | ---- | ---- | ---- | ---- | --- | --- | ---- |
| Umfrageperiode |      |      |      |      |     |     |      |
| Februar 2015   | 23   | 22   | 14   | 20   | 2   | 9   | 9    |
| Januar 2015    | 25   | 22   | 15   | 18   | 2   | 8   | 5    |
| Dezember 2014  | 32   | 23   | 16   | 21   | 2   | 1   | 2    |
| November 2014  | 29   | 22   | 18   | 22   | 4   | 2   | 2    |
| Oktober 2014   | 27   | 27   | 16   | 19   | 3   | 2   | 3    |
| September 2014 | 27   | 26   | 18   | 23   | 3   | –   | 2    |
| August 2014    | 29   | 25   | 15   | 26   | 1   | –   | 4    |
| Juli 2014      | 31   | 24   | 16   | 24   | 1   | –   | 3    |
| Juni 2014      | 31   | 24   | 14   | 25   | 2   | –   | 2    |
| Mai 2014       | 29   | 24   | 15   | 27   | 3   | –   | 2    |
| April 2014     | 25   | 22   | 19   | 28   | 1   | –   | 3    |
| März 2014      | 24   | 27   | 16   | 26   | 2   | –   | 2    |
| Wahl 2011      | 28,6 | 23,3 | 20,5 | 17,1 | 3,8 | –   | –    |

## Wahlergebnis

### Landesweites Ergebnis
| Partei                            | Partei                                    | Stimmen | Stimmen | Stimmen | Sitze  | Sitze |
| Partei                            | Partei                                    | Anzahl  | %       | +/−     | Anzahl | +/−   |
| --------------------------------- | ----------------------------------------- | ------- | ------- | ------- | ------ | ----- |
|                                   | Estnische Reformpartei (RE)               | 158.971 | 27,7    | −0,9    | 30     | −3    |
|                                   | Estnische Zentrumspartei (K)              | 142.460 | 24,8    | +1,5    | 27     | +1    |
|                                   | Sozialdemokratische Partei (SDE)          | 87.190  | 15,2    | −1,9    | 15     | −4    |
|                                   | Pro-Patria- und Res-Publica-Union (IRL)   | 78.697  | 13,7    | −6,8    | 14     | −9    |
|                                   | Estnische Freie Partei (EVA)              | 49.882  | 8,7     | Neu     | 8      | Neu   |
|                                   | Estnische Konservative Volkspartei (EKRE) | 46.772  | 8,1     | Neu     | 7      | Neu   |
|                                   | Grüne Estlands (EER)                      | 5.193   | 0,9     | −2,9    | 0      | ±0    |
|                                   | Partei der Einheit des Volkes (RÜE)       | 2.289   | 0,4     | Neu     | 0      | Neu   |
|                                   | Estnische Unabhängigkeitspartei (EIP)     | 1.047   | 0,2     | −0,7    | 0      | ±0    |
|                                   | Vereinigte Linkspartei Estlands (EÜVP)    | 764     | 0,1     | Neu     | 0      | Neu   |
|                                   | Unabhängige Kandidaten                    | 887     | 0,2     | −2,6    | 0      | ±0    |
| Gesamt                            | Gesamt                                    | 574.153 | 100,0   | –       | 101    | –     |
| Gültige Stimmen                   | Gültige Stimmen                           | 574.153 | 99,3    | +0,2    |        |       |
| Ungültige Stimmen                 | Ungültige Stimmen                         | 3.757   | 0,7     | −0,2    |        |       |
| Wahlbeteiligung                   | Wahlbeteiligung                           | 577.910 | 64,2    | +0,7    |        |       |
| Nichtwähler                       | Nichtwähler                               | 321.883 | 35,8    | −0,7    |        |       |
| Wahlberechtigte                   | Wahlberechtigte                           | 899.793 |         |         |        |       |
| Quelle: Staatliche Wahlkommission |                                           |         |         |         |        |       |

### Ergebnisse nach Wahlkreisen
Zur Nummerierung der Wahlkreise und zu den Parteikürzeln siehe oben. Die Partei mit der relativen oder absoluten Mehrheit im Wahlkreis ist entsprechend farbig unterlegt.
Die meisten Parteien zeigten ein landesweit einen zwar schwankenden, aber ähnlichen Stimmenanteil. Am auffälligsten war die Stimmverteilung der Zentrumspartei, die eng mit dem Prozentanteil russischsprachiger Bevölkerung im entsprechenden Wahlkreis korrelierte. Am höchsten war der Stimmanteil der Zentrumspartei in den östlichen Regionen Estlands und in Tallinn.
| Wahl- kreis | Karte | Wahl- beteiligung | Wähler | Parteien | Parteien | Parteien | Parteien | Parteien | Parteien | Parteien | Parteien | Parteien | Parteien | Parteien |
| Wahl- kreis | Karte | Wahl- beteiligung | Wähler | RÜE      | RE       | EKRE     | IRL      | EER      | EÜVP     | EVA      | K        | SDE      | EIP      | Unab     |
| ----------- | ----- | ----------------- | ------ | -------- | -------- | -------- | -------- | -------- | -------- | -------- | -------- | -------- | -------- | -------- |
| 1           |       | 68,9 %            | 56.339 | 0,2      | 25,1     | 5,3      | 12,8     | 1,0      | 0,1      | 8,1      | 33,6     | 13,7     | 0,2      | 0,1      |
| 2           |       | 67,7 %            | 74.325 | 0,2      | 21,8     | 4,6      | 10,8     | 0,8      | 0,1      | 8,2      | 42,7     | 10,5     | 0,1      | 0,3      |
| 3           |       | 72,6 %            | 52.210 | 0,1      | 30,2     | 8,8      | 10,9     | 1,0      | 0,1      | 10,4     | 24,4     | 14,0     | 0,1      | 0,0      |
| 4           |       | 68,4 %            | 87.755 | 0,3      | 35,2     | 8,0      | 16,5     | 1,0      | 0,4      | 11,6     | 14,1     | 12,4     | 0,2      | 0,2      |
| 5           |       | 60,4 %            | 33.673 | 0,2      | 31,1     | 11,2     | 14,7     | 1,8      | 0,0      | 12,8     | 13,0     | 14,9     | 0,3      | 0,0      |
| 6           |       | 59,2 %            | 26.943 | 1,2      | 26,9     | 9,2      | 19,1     | 0,7      | 0,1      | 8,2      | 19,5     | 14,8     | 0,3      | 0,0      |
| 7           |       | 55,0 %            | 34.481 | 0,5      | 11,9     | 3,1      | 8,2      | 0,3      | 0,2      | 2,4      | 58,9     | 14,3     | 0,2      | 0,0      |
| 8           |       | 59,7 %            | 38.620 | 0,5      | 27,7     | 7,9      | 17,7     | 0,5      | 0,0      | 6,1      | 15,9     | 23,0     | 0,2      | 0,5      |
| 9           |       | 62,3 %            | 40.859 | 0,4      | 29,1     | 9,3      | 14,9     | 0,9      | 0,2      | 7,6      | 18,7     | 18,6     | 0,3      | 0,0      |
| 10          |       | 66,3 %            | 44.907 | 0,2      | 33,4     | 6,9      | 14,4     | 1,6      | 0,0      | 11,1     | 15,1     | 16,8     | 0,1      | 0,2      |
| 11          |       | 59,5 %            | 44.561 | 0,6      | 24,8     | 9,6      | 12,7     | 0,7      | 0,1      | 7,3      | 19,5     | 24,3     | 0,2      | 0,4      |
| 12          |       | 60,6 %            | 39.459 | 1,0      | 28,9     | 18,2     | 13,5     | 0,6      | 0,1      | 6,6      | 19,1     | 11,8     | 0,2      | 0,0      |

## Wahlanalyse
Künftig sind sechs statt bislang vier Parteien im estnischen Parlament vertreten. Die liberale Reformpartei bleibt trotz leichter Verluste stärkste Fraktion im Parlament. Die Wahl ist ein Erfolg der liberalen Reformpartei, die seit 2007 den Ministerpräsidenten stellt. Das Ergebnis stellt gleichzeitig einen persönlichen Sieg des erst 35-jährigen Ministerpräsidenten Taavi Rõivas dar, der sein Amt erst im März 2014 angetreten hatte. Der bisherige Koalitionspartner, die Sozialdemokraten, musste Einbußen in der Wählergunst hinnehmen, blieb aber drittstärkste politische Kraft. Die Mitte-links-Regierung verlor damit ihre absolute Mehrheit. Ministerpräsident Taavi Rõivas ist daher auf (mindestens) zwei Koalitionspartner angewiesen. Er will mit allen Parteien außer der Zentrumspartei Koalitionssondierungen führen. Streitpunkte in Koalitionsverhandlungen bleiben vor allem die Beibehaltung eines einheitlichen Einkommenssteuersatzes von 21 %, an dem die Reformpartei festhalten will, und die Notwendigkeit einer kommunalen Gebietsreform.
Zweitstärkste Partei wurde wie bei den Parlamentswahlen 2011 die Zentrumspartei um den Tallinner Oberbürgermeister und früheren Ministerpräsidenten Edgar Savisaar. Die Partei konnte vor allem bei der russischsprachigen Bevölkerung punkten und gewann einen Sitz hinzu. In den Tallinner Stadtteilen mit starker russischsprachiger Bevölkerung und im russisch geprägten Kreis Ida-Viru blieb die Zentrumspartei stärkste politische Kraft.
Die konservative IRL musste starke Verluste hinnehmen. Sie verlor neun Sitze und kommt nur noch auf 14 Mandate. Mit der Freien Partei konnte auf Anhieb eine Abspaltung der IRL ins Parlament einziehen. Sie erhielt acht Sitze.
Erstmals schaffte auch eine rechtspopulistische Partei den Einzug ins Parlament, nachdem bisherige Versuche gescheitert waren. Der EKRE errang mit 8,1 % der Stimmen sieben Parlamentssitze. Ihre Themen sind vor allem eine Ablehnung von Zuwanderung nach Estland (die es ohnehin kaum gibt), die Forderung nach einer härteren Politik gegenüber Russland und eine euroskeptische Grundhaltung, z. B. in Bezug auf Finanzhilfen für Griechenland.
Am 9. April 2015 wurde Taavi Rõivas erneut als Ministerpräsident vereidigt. In der neuen Regierung stellt die Reformpartei sieben, die Sozialdemokratische Partei und die Pro-Patria- und Res-Publica-Union jeweils vier Minister.

## Sonstiges
Nachdem Amtsvorgänger Andrus Ansip angekündigt hatte, als EU-Kommissar nach Brüssel zu gehen, wurde Rõivas am 26. März 2014 Ministerpräsident.
Der Wahlkampf war beeinflusst vom Konflikt in der Ukraine, der in Estland und anderen ehemaligen Sowjetrepubliken neue Sicherheitsängste ausgelöst hatte.
Die starke russische Minderheit in Estland wählte überwiegend die Zentrumspartei. Deren Chef Edgar Savisaar hatte sich für eine engere Anbindung an Russland ausgesprochen. Die anderen großen Parteien hatten deshalb im Vorfeld erklärt, nicht mit ihm koalieren zu wollen.
Auch wirtschafts- und sozialpolitische Themen spielten im Wahlkampf eine Rolle.
Rund ein Fünftel der Wahlberechtigten nutzte die Möglichkeit, per elektronischer Wahl abzustimmen.